# Cauvigny
Cauvigny – miejscowość i gmina we Francji, w regionie Hauts-de-France, w departamencie Oise.
Według danych na rok 1990 gminę zamieszkiwało 1107 osób, a gęstość zaludnienia wynosiła 63 osoby/km² (wśród 2293 gmin Pikardii Cauvigny plasuje się na 259. miejscu pod względem liczby ludności, natomiast pod względem powierzchni na miejscu 124.).